# Washington Wizards
A Washington Wizards Washington profi kosárlabdacsapata, amely az NBA-ben a Keleti főcsoportban, a Délkeleti csoportban játszik.

## Története
2023-ban a csapat tulajdonosa bejelentette, hogy 2028-ra Virginia államba tervezi költöztetni a Wizardsot a fővárosból, a Washington Capitals jégkorongcsapattal együtt. Alig négy hónappal később ezt a tervet már vissza is vonták, mivel a csapat megegyezett Washington városával a Capital One Arena felújításáról.